# Grijsborstlijstergaai
De grijsborstlijstergaai (Montecincla jerdoni) is een zangvogel uit de familie (Leiothrichidae). Het is een bedreigde, endemische vogelsoort in zuidwestelijk India. Deze vogel is genoemd naar de Britse zoöloog Thomas Caverhill Jerdon.

## Herkenning
Deze lijstergaai lijkt sterk op de nilgirilijstergaai (M. cachinnans) met ook een duidelijke witte wenkbrauwstreep en zwart rond het oog en een korte zwarte bef. De borst is echter grijs gestreept, terwijl de nilgirilijstergaai een geheel roestbruin gekleurde borst en buik heeft.

## Verspreiding en leefgebied
Deze soort komt voor in India in de West-Ghats in zuidwestelijk Karnataka. Het is een standvogel en het leefgebied bestaat uit de ondergroei van meestal vochtig natuurlijk bos of bosranden in rotsig terrein, dat altijd boven de 1200 m en meestal boven de 1600 m boven zeeniveau ligt.

## Status
De grijsborstlijstergaai heeft een beperkt verspreidingsgebied en daardoor is de kans op uitsterven aanwezig. De grootte van de populatie werd in 2020 door BirdLife International geschat op  530 tot 1200 volwassen individuen en de populatie-aantallen nemen af door habitatverlies. Het leefgebied wordt aangetast door ontbossing, waarbij natuurlijk bos wordt omgezet in Eucalyptus- , Acacia- en theeplantages of terrein voor menselijke bewoning. Om deze redenen staat deze soort als bedreigd op de Rode Lijst van de IUCN.